# Мартыновская сельская община
Мартыновская сельская община (укр. Мартинівська сільська громада) — территориальная община в Полтавском районе Полтавской области Украины. Административный центр — село Мартыновка.
Образована 6 декабря 2019 путем объединения Белуховского, Варваровского и Мартыновского сельских советов Карловского района.

## Населенные пункты
В состав общины входят 9 сел: Белуховка, Вакулиха, Варваровка, Знаменка, Красное, Мартыновка, Марьяновка, Тишенковка и Шевченко.